# Bautzeni csata
Ez a szócikk a napóleoni háborúkról szól, a második világháború idején vívott csatáról lásd bautzeni csata (1945)
A bautzeni csatában (1813. május 20–21.) két napon át tartó véres csatában Napóleon császár visszaverte az orosz–porosz seregeket. A szövetségesek megszöktek a teljes megsemmisülés elől, a korábbi tervüknek megfelelően kerülték a nyílt csatát a császárral. Ebben közrejátszott az is, hogy Ney francia marsall is hibázott a menekülésük megállításában, ezért a szövetségeseknek sikerült megőrizniük erőik nagyobb részét.

## Előzmények
A Blücher tábornagy által vezetett porosz és a Wittgenstein által irányított orosz seregek teljesen visszavonultak lützeni csata után, de I. Sándor orosz cár és III. Frigyes Vilmos porosz király parancsára Bautzennél megálltak. A szövetségek közel 100 000 főnyi sereggel rendelkeztek, míg Napóleonnak 115 000 katonája lehetett. Ezenkívül Ney francia marsallnak még volt 85 000 embere, könnyű menetben elérhető távolságra. Wittgenstein orosz hadvezér két védelmi vonalat épített ki, az elsőt a falvak megerődített pontjain és a magaslatokon, a másodikat a hidak mögötti folyókanyarokban. Napóleon azt tervezte, hogy az ellenfeleit a vonalaikhoz szögezi, és csapdába zárja őket Ney seregével. A hibás felderítés következtében elkezdett aggódni a szövetségesek létszáma miatt, hogy hátha nagyobb az erejük, és erősebb a pozíciójuk, mint valójában látszott. Így tehát a francia császár úgy döntött, hogy nem állít fel csapdát, amíg „meg nem puhítja” az ellenséget.

## A csata

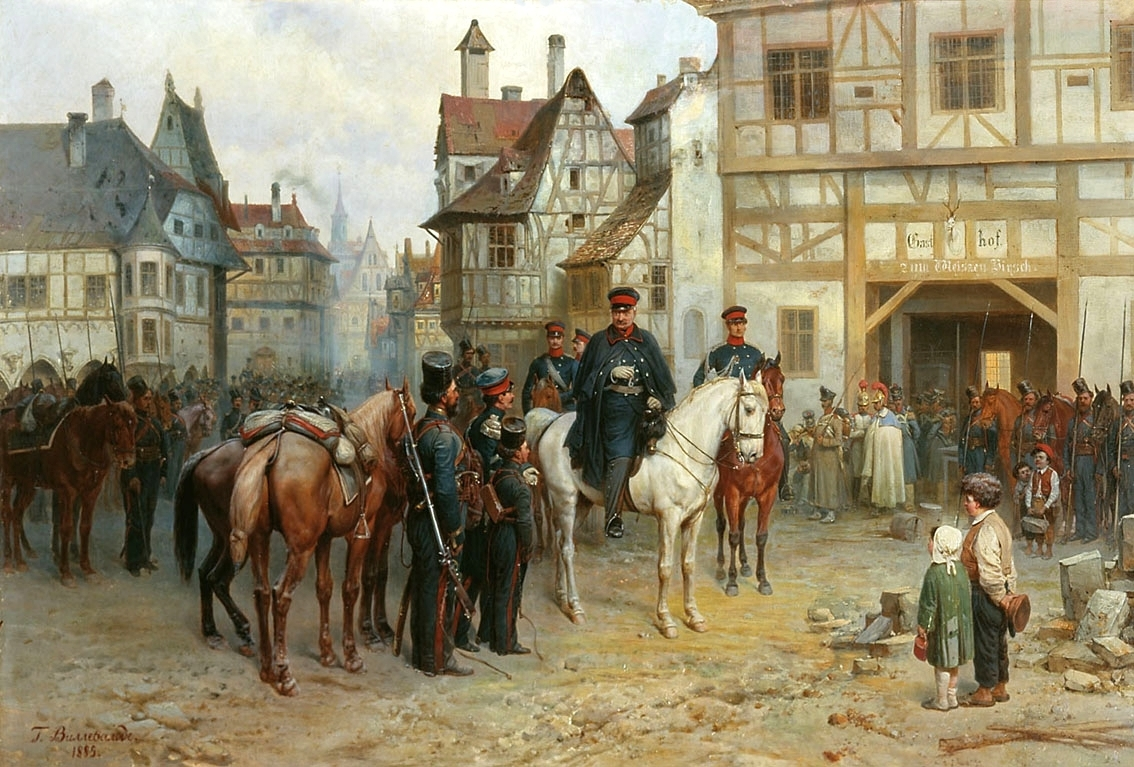
Blücher tábornagy Bautzenben 1813-ban

- Az első nap a franciák hatalmas tüzérségi előkészítés és órák hosszat tartó véres küzdelem után áttörték a szövetségesek első védelmi vonalát és elfoglalták Bautzent. A porosz-orosz erők összeroskadtak a nyomás alatt, megmutatkozott valódi erejük. Szürkületre a franciák készek voltak átvágni a szövetségesek védelmi vonalát. De Ney marsall tévesen mérte fel helyzetét, rossz pozíciót foglalt el, ezzel kaput nyitott a szövetségesek meneküléséhez.
- A második nap( május 21.) harca ismét nehéz és küzdelmes órákat hozott a szövetségesek számára, a fő momentumot a megújuló francia támadás jelentette. De ezek a rohamok a szövetségesek fix állásai ellen csak szándékok maradtak, hogy elvágják egymástól őket és bekerítsék. Ney marsall belezavarodott a helyzet felismerésébe és úgy döntött, elfoglalja Preititz falut, ezzel a szövetséges erők kettévágásának stratégiai lehetősége teljesen elveszett.

Az orosz–porosz erők visszanyomták őket a folyón túlra és délután 4 óra körül, amikor a Gárda megérkezett elkezdődött az általános visszavonulás.
Ney erői nélkül Napóleon terve dugába dőlt. Mindkét oldal kb. 20 000 embert vesztett (német források szerint a szövetségesek csak 11 000 – 14 000 főt). A francia csapatok e győzelmét ezért nevezik (legalábbis Németországban) pürrhoszi győzelemnek.

## Következmények
Bár a csata francia sikert hozott, mégsem érte el azt a döntő stratégiai eredményt, amit Napóleon szeretett volna elérni. Ney hibája megfosztotta a franciákat a teljes győzelemtől, Napóleon kénytelen volt beérni a csekélyebb eredménnyel, a taktikai győzelemmel. Súlyosabb veszteség is érte, a csatában meghalt közeli barátja, Michel Duroc marsall.
Bautzen után a francia császár héthetes fegyverszünetet kötött a szövetségesekkel, az ő kérésükre 1813. június 2-án (pleischwitz-i fegyverszünet). Június 4-én írták alá, július 20-ig tartott, de később meghosszabbították augusztus 16-ig. Ezalatt az idő alatt Napóleon szerette volna megerősíteni seregét, használható lovassággal, és jobban kiképzett új hadsereggel, de a szövetségesek sem tétlenkedtek, feltöltötték soraikat, sőt Ausztriát is sikerült beszervezni a Napóleon elleni koalícióba. Napóleon később Szent Ilonán írt visszaemlékezéseiben ezt a fegyverszünetet látja a legnagyobb hibájának, amit elkövethetett, mert ezzel a szövetségeseknek lehetőséget adott, hogy legyőzzék őt. A harcok augusztusban újra elkezdődtek.

## Fordítás
- Ez a szócikk részben vagy egészben  a   Battle of Bautzen című angol Wikipédia-szócikk fordításán alapul.  Az eredeti cikk szerkesztőit annak laptörténete sorolja fel. Ez a jelzés csupán a megfogalmazás eredetét és a szerzői jogokat jelzi, nem szolgál a cikkben szereplő információk forrásmegjelöléseként.